# Sean Doolittle
Sean Robert Doolittle, ameriški bejzbolist, * 26. september 1986, Rapid City, Južna Dakota, ZDA. 
Doolittle je poklicni metalec in je član ekipe Oakland Athletics.

## Zgodnja leta
Doolittle je odrasel v mestu Tabernacle, New Jersey. Tam je igral v programu Babe Ruth Baseball in bil v vlogi metalca.

## Srednješolska kariera
Obiskoval je Shawnee High School v Medfordu. Na šoli se je izkazal za odličnega metalca in je celo podrl rekord zvezne države v izločitvah z udarci v eni tekmi. Prav tako je bil odličen s kijem in je s svojimi predstavami srednjo šolo popeljal do naslova najboljše ekipe v zvezni državi.

## Univerzitetna kariera
Igral je za Univerzo v Virginii, in sicer na položajih metalca in igralca prve baze. Do nedavnega je držal rekord šole v zmagah posameznega metalca (22), ki pa ga je presegel Danny Hultzen. V letih 2005 in 2006 je bil imenovan kot član državne reprezentance ZDA v univerzitetnem bejzbolu.
V tem obdobju sta bila njegova soigralca tudi Ryan Zimmerman in Michael Schwimer.

## Poklicna kariera
Doolittle je bil izbran z 41. izborom na naboru lige MLB leta 2007 kot igralec prve baze in zunanjega polja. V poklicnem bejzbolu je prvič nastopil 18. junija 2007 in je bil na eni točki eden najobetavnejših mladih igralcev ekipe. Njegov brat Ryan je prav tako član organizacije Oakland Athletics, in sicer ene od njihovih podružnic na nižjih stopnjah. Navkljub poškodbam vseskozi sezono 2008-09 je bil na seznamu Baseball America Doolittle na 10. mestu v klubu.
Zaradi poškodb (imel je 2 operaciji kolena) je izpustil tudi celotno sezono 2009-10. Po koncu sezone je bil zavarovan s strani organizacije pred izborom na naboru Rule 5 s postavitvijo na njihov seznam 40 mož. Za tem, ko je zaradi poškodb izpustil več kot 2 leti, se je vrnil k metanju in je debitiral v poučevalni ligi v Arizoni v letu 2011.
Po le 26 menjavah v poklicnem bejzbolu, od katerih je 25 preživel na različnih podružnicah organizacije v letu 2012, je bil vpoklican v ligo MLB na dan 4. junija 2012. 